# Kathleen Robertson
Kathleen Robertson (Hamilton, 8 luglio 1973) è un'attrice canadese, nota per il ruolo di Clare Arnold nella serie TV degli anni novanta Beverly Hills 90210.

## Biografia
Nata in Ontario, inizia a recitare all'età di dieci anni. Nel 1990 partecipa alle serie TV canadese Maniac Mansion, mentre nel 1992 debutta al cinema con il film Blown Away - Spazzato via, seguenti lavora in diversi film per la televisione fino al 1994 quando diventa nota grazie al ruolo di Clare Arnold nella serie TV di culto Beverly Hills 90210, ruolo che interpreta fino al 1997. Dopo l'esperienza in Beverly Hills 90210, recita in due film dell'allora fidanzato Gregg Araki, Ecstasy Generation e Splendidi amori. Nel 2001 appare nei film Scary Movie 2 e Mi chiamo Sam, mentre nel 2006 è la co-protagonista del movimentato Last Exit di John Fawcett e interpreta Carol Van Ronkel in Hollywoodland.

## Filmografia

### Cinema
- Lapse of Memory, regia di Patrick Dewolf (1992)
- Liar's Edge, regia di Ron Oliver (1992)
- Blown Away - Spazzato via, regia di Brenton Spencer (1993)
- Ecstasy Generation (Nowhere), regia di Gregg Araki (1997)
- I Woke Up Early the Day I Died, regia di Aris Iliopulos (1998)
- Dog Park, regia di Bruce McCulloch (1998)
- Splendidi amori (Splendor), regia di Gregg Araki (1999)
- Psycho Beach Party, regia di Robert Lee King (2000)
- Beautiful - Una vita da miss (Beautiful), regia di Sally Field (2000)
- Scary Movie 2, regia di Keenen Ivory Wayans (2001)
- Speaking of Sex, regia di John McNaughton (2001)
- Mi chiamo Sam (I Am Sam), regia di Jessie Nelson (2001)
- XX/XY, regia di Austin Chick (2002)
- I Love Your Work, regia di Adam Goldberg (2003)
- Until the Night, regia di Gregory Hatanaka (2004)
- Control, regia di Tim Hunter (2004)
- Mall Cop, regia di David Greenspan (2005)
- Hollywoodland, regia di Allen Coulter (2006)
- Player 5150, regia di David Michael O'Neill (2008)
- Matrimonio tra amici (Not Since You), regia di Jeff Stephenson (2009)
- A Night for Dying Tigers, regia di Terry Miles (2010)
- Losing Control, regia di Valerie Weiss (2011)
- Down the Road Again, regia di Donald Shebib (2011)
- The Vatican Tapes, regia di Mark Neveldine (2015)

### Televisione
- I Campbell (The Campbells) - serie TV, episodio 4x10 (1986)
- Il mio amico Ultraman (My Secret Identity) - serie TV, episodio 1x11 (1988)
- C.B.C.'s Magic Hour - serie TV, 1 episodio (1990)
- Maniac Mansion - serie TV, 65 episodi (1990-1993)
- Quiet Killer, regia di Sheldon Larry - film TV (1992)
- Survive the Night, regia di Bill Corcoran - film TV (1993)
- The Hidden Room - serie TV, episodio 2x14 (1993)
- Giustizia per un amico, regia di Dick Lowry - film TV (1994)
- Heaven Help Us - serie TV, episodio 1x02 (1994)
- Beverly Hills 90210 - serie TV, 99 episodi (1994-1997)
- La legge di Burke (Burke's Law) - serie TV, episodio 2x01 (1995)
- Torso: The Evelyn Dick Story, regia di Alex Chapple - film TV (2002)
- Girls Club - serie TV, 9 episodi (2002)
- In the Dark, regia di Leonard Farlinger - film TV (2003)
- Law & Order: Criminal Intent - serie TV, episodio 4x10 (2005)
- Last Exit, regia di John Fawcett - film TV (2006)
- Medium - serie TV, episodio 3x05 (2006)
- The Business - serie TV, 16 episodi (2006-2007)
- Ritorno al mondo di Oz (Tin Man) - miniserie TV, 3 episodi (2007)
- The Terrorist Next Door, regia di Jerry Ciccoritti - film TV (2008)
- Glitch, regia di Randy Daudlin - film TV (2008)
- Flashpoint - serie TV, episodio 2x13 (2009)
- CSI: Miami - serie TV, episodio 8x21 (2009)
- Rookie Blue - serie TV, episodio 2x10 (2011)
- Boss - serie TV, 18 episodi (2011-2012)
- Code Name: Geronimo, regia di John Stockwell - film TV (2012)
- Cracked - serie TV, episodio 1x04 (2013)
- Mr Hockey: The Gordie Howe Story, regia di Andy Mikita - film TV (2013)
- La morte bussa alla stessa ora (Time of Death), regia di Frédéric D'Amours - film TV (2013)
- Bates Motel - serie TV, 5 episodi (2014)
- The Fixer - miniserie TV, 4 episodi (2015)
- Murder in the First - serie TV, 32 episodi (2014-2016)
- Northern Rescue - serie TV, 10 episodi (2019)
- The Expanse - serie TV, 6 episodi (2021)

## Doppiatrici italiane
Nelle versioni in italiano dei suoi film, Kathleen Robertson è stata doppiata da:
- Chiara Colizzi in Beverly Hills, 90210, Scary Movie 2, Mi chiamo Sam, Hollywoodland
- Francesca Fiorentini in Ritorno al mondo di Oz, La morte bussa alla stessa ora, Northern Rescue
- Cristiana Rossi in XX/XY, Murder in the First
- Stella Musy in Ecstasy Generation
- Paola Della Pasqua in Splendidi amori
- Giada Arcangeli in Matrimonio tra amici
- Angela Brusa in Law & Order: Criminal Intent
- Sabrina Duranti in CSI: Miami
- Giulia Franzoso in Code Name: Geronimo
- Laura Lenghi in Bates Motel
- Barbara De Bortoli in The Vatican Tapes
- Eleonora Reti in Boss